# أوزوالد بروس كوبر
أوزوالد بروس كوبر (بالإنجليزية: Oswald Bruce Cooper)‏ هو مصمم جرافيك أمريكي، ولد في 13 مارس 1879 في ماونت غيلاد في الولايات المتحدة، وتوفي في 17 ديسمبر 1940 في شيكاغو في الولايات المتحدة.